# Сенс (книгарня)
Сенс — мережа книгарень, заснована в Києві 2021 року Олексієм Ерінчаком. Сучасний заклад із кавою і ласощами та онлайн-магазином.

Особливість: сюди можна прийти зі своїм домашнім улюбленцем.

## Історія та опис

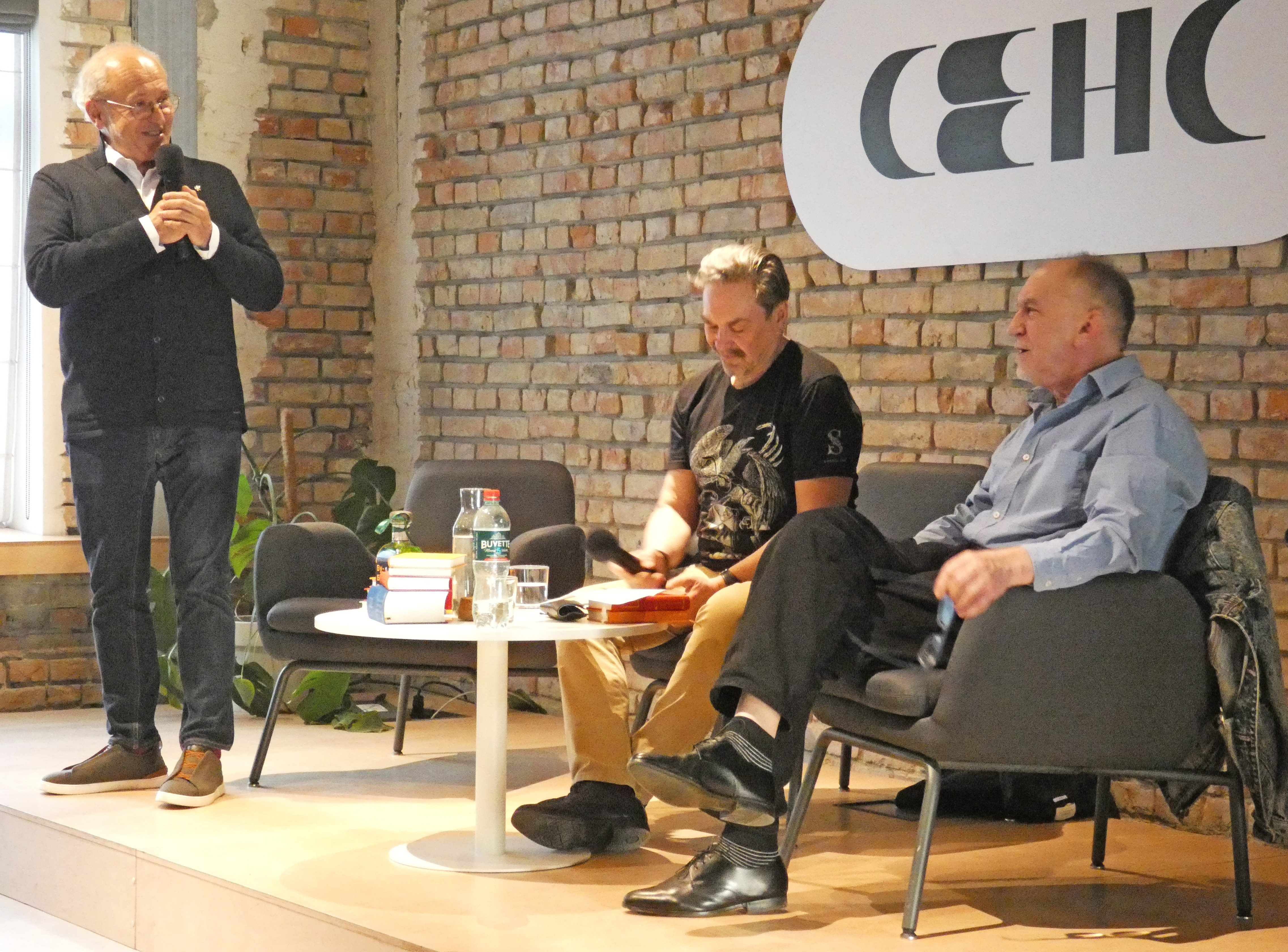
Юрій Андрухович (у центрі), Олександр Ірванець (праворуч) та Іван Малкович. Ювілейний вечір у книгарні «Сенс» із нагоди 40-річчя «Бу-Ба-Бу», 18 квітня 2025

Книгарню-кав'ярню Сенс на станції м. Арсенальна (та інтернет-книгарню) було відкрито 17 грудня 2021 року як місце для об'єднання районної спільноти навколо книжок і культури як спільної цінності.
З перших днів повномасштабного російського вторгнення в Україну в книгарні було організовано волонтерський штаб, який допомагав військовим і цивільним. Згодом він перетворився на волонтерську спільноту «Печерські котики».
16 лютого 2024 на Хрещатику, 34 відкрився книжковий простір Сенс на Хрещатику.
Станом на 2024 рік, Сенс на Хрещатику — найбільша книгарня України, що поєднує в собі книгарню, кав'ярню та подієвий майданчик для культурних подій. Інвесторами Сенсу на Хрещатику стали:
- Work.ua
- Alterra Group
- Projector Institute
- Сенс
- Legendarium
- Ольга Тадай
- Костянтин Ващенко
- Марина Сокірко
- Роман Дорошенко
- Андрій Божок

Сенс позиціонує себе як україноцентрична книгарня. Від моменту відкриття в книгарні не продавалися книжки російською мовою, а відвідувачів зустрічає напис на дверях, який дозволяє робити в просторі «що завгодно, аби не російською».

## Діяльність
У Сенсі пропонують велику добірку творів сучасності та класики українських й іноземних видавництв, лінійку супутніх товарів та іноземну літературу.
У книгарнях проводяться літературні презентації, дискусії, книжкові клуби, обговорення та інші культурні події, які дозволяють гостям ставати активними учасниками культурної спільноти.
Упродовж 2024 року Сенс співпрацював з Суспільним мовленням, Українським інститутом книги, Польським інститутом, Ukrainian Fashion Week, Goethe Institut, Міжнародним фондом Відродження, ГО «Україна без сміття» та іншими проєктами.
У книгарні проходять зустрічі з відомими людьми, наприклад з Сергієм Плохієм, Войцехом Тохманом, Костянтином і Владою Ліберовими, Сергієм Стерненком.
Відбулися нагородження Drahoman Prize 2024, літературного українсько-кримськотатарського проєкту Кримський інжир та літературної премії Книга року BBC 2024.
Книгарня має власний книжковий клуб, в якому обговорюють тексти українських авторів — як класичні твори, так і актуальні новинки та бестселери.